# Jan Autengruber
Jan Autengruber (25. dubna 1887, Pacov – 15. července 1920, Praha) byl český malíř.

## Život a tvorba

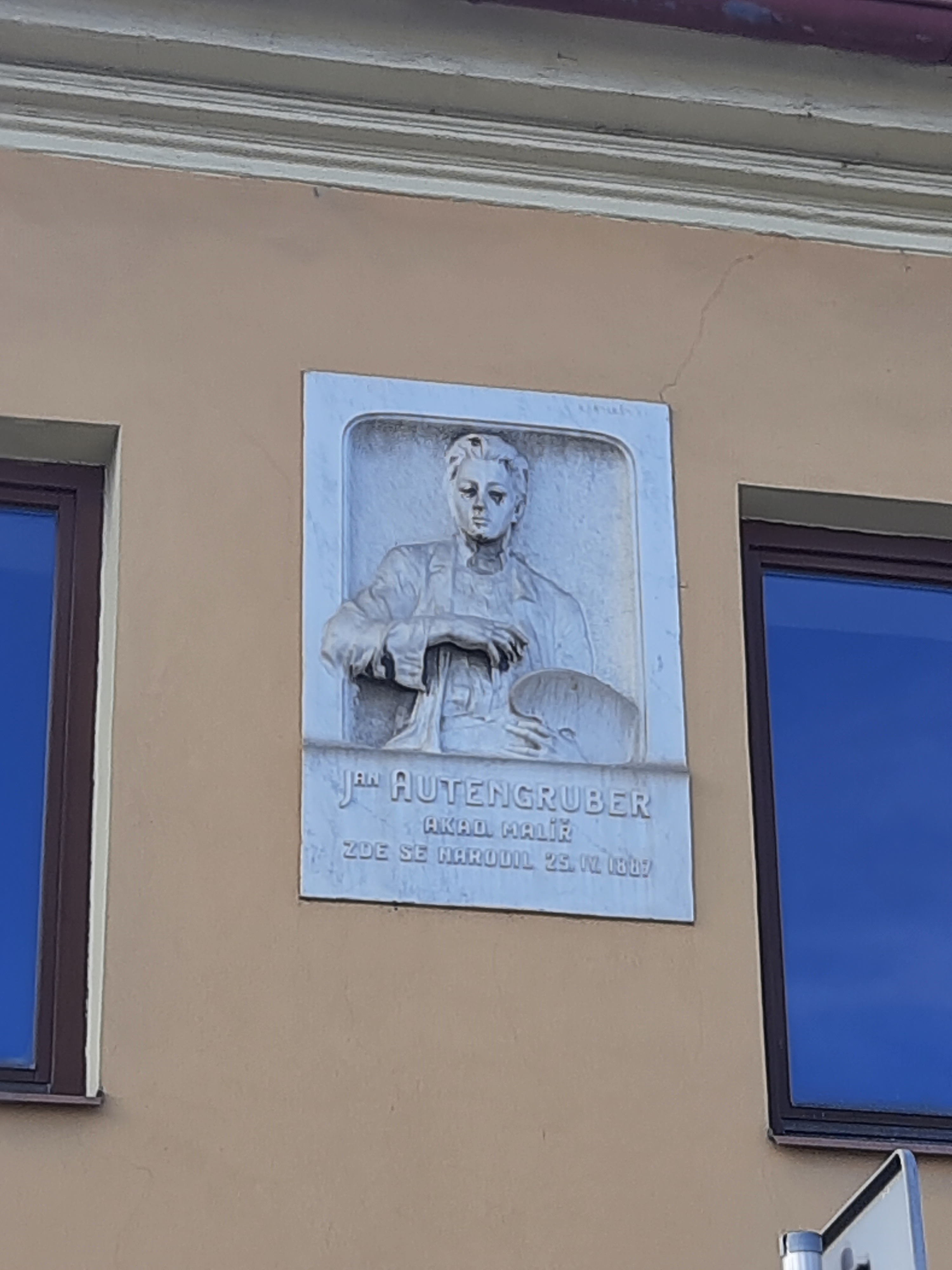
Pamětní deska na rodném domě v Pacově

Narodil se v jihočeském Pacově nedaleko Pelhřimova. Po brzké otcově smrti odešel Jan Autengruber s matkou a bratrem do Českých Budějovic, kde dva roky (1902–1904) chodil do Veřejné otevřené kreslírny a modelovny při městském muzeu. Po maturitě byl v roce 1904 přijat na Vysokou školu uměleckoprůmyslovou, kde se setkal u profesora E. Dítěte s kolegy, mezi kterými nechyběli Oldřich Blažíček, Josef Lada, Josef Čapek, Jan Kojan a řada dalších později slavných umělců.
V roce 1907 začal studovat Akademii výtvarných umění v Mnichově, kde studoval v konkurenci největších talentů celé Evropy. Dvakrát získal výroční cenu Akademie. Tím vstoupil do povědomí německé veřejnosti, což se projevuje i na poměru výstav v Čechách a Německu. Svá díla vystavoval např. v Praze, Mnichově, Berlíně, Drážďanech, Mannheimu, Hannoveru, Kolíně nad Rýnem, Hamburku nebo Frankfurtu. Úspěch slavil i u německé kritiky. V českém nacionálním prostředí se však kritika i obecenstvo chovalo až na malé výjimky velmi zdrženlivě. V roce 1913 získal Klaarovo stipendium a odjel do Itálie.
Za války se snažil vyhnout narukování na frontu, proto začal na Akademii v Mnichově studovat restaurování. To však znamenalo jen odklad, a vojenskou službu nastoupil na podzim 1917 v Jindřichově Hradci u 75. pěšího pluku. V té době maloval obrazy s válečnou tematikou. Po skončení války se usadil v Praze a přihlásil ke studiu dějin umění a francouzštiny na filozofické fakultě. V červnu 1919 se oženil s malířkou Hanou Jedličkovou a v březnu 1920 se jim narodila dcera Jana. Brzy na to dostal po španělské chřipce těžký zápal plic, jemuž 15. července 1920 podlehl. Pohřben byl v rodinném hrobě na hřbitově v Pacově.
O odkaz jeho díla se starala především jeho manželka Hana Autengruberová (1888–1970), dcera Jana a pacovští muzejníci. Výstavu jeho děl s reprezentativním katalogem uspořádala v roce 2002 Národní galerie v Praze, tím jej zařadila mezi přední české tvůrce. V roce 2009 uspořádala retrospektivu jeho díla Západočeská galerie v Plzni.

## Díla
- Vlastní portrét – 1910, olejové plátno
- Švadleny – 1912, olejové plátno
- Bavorská selka – 1913, olejové plátno
- Před koupáním – 1913, olejové plátno
- Sad na Pincio v Římě – 1914, kresba tužkou
- Křest Krista – 1914, olejové plátno
- Vyvolený – 1917, olejové plátno
- Jarní nálada na Pacovsku – 1917–1918, olejové plátno
- Bitevní vřava – 1818, uhlová kresba o velikosti 1,5×3 metry
- Portrét babičky Hálkové – 1918, olejové plátno

## Galerie

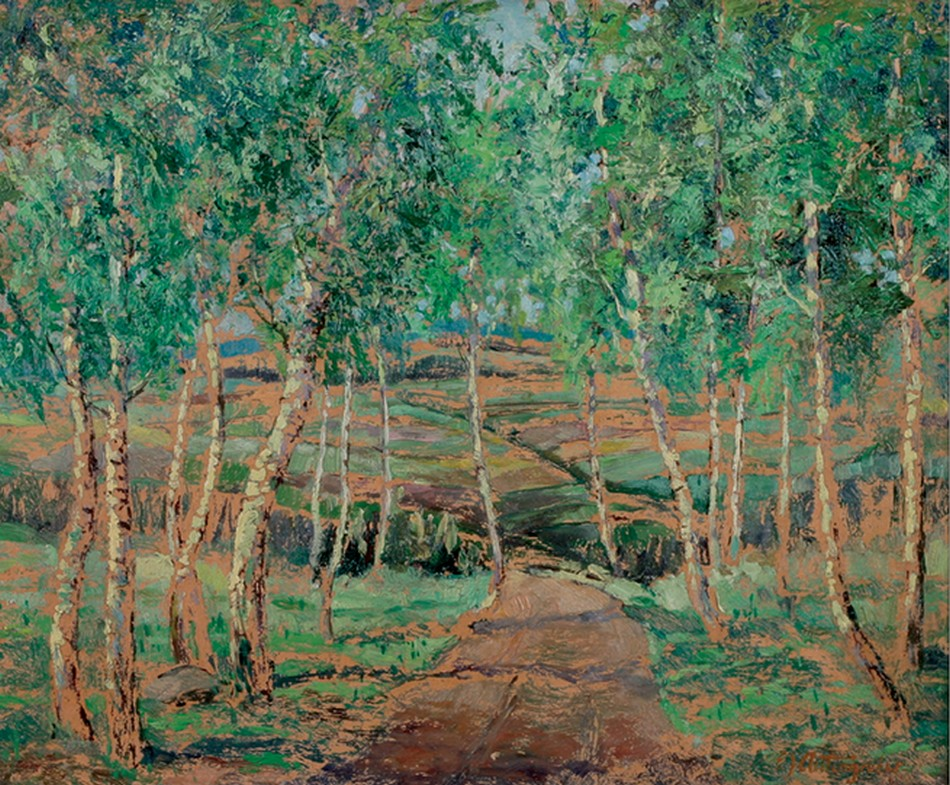
Jan Autengruber – cesta v březovém háji
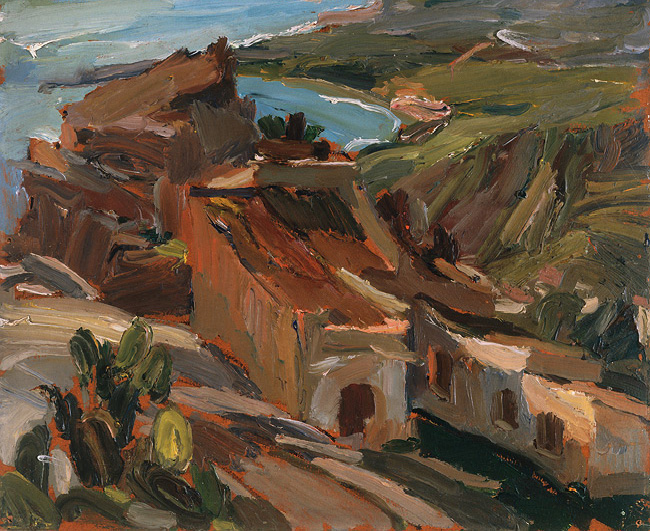
Jan Autengruber – obraz neznámého jména, pravděpodobně krajinka od Neapole
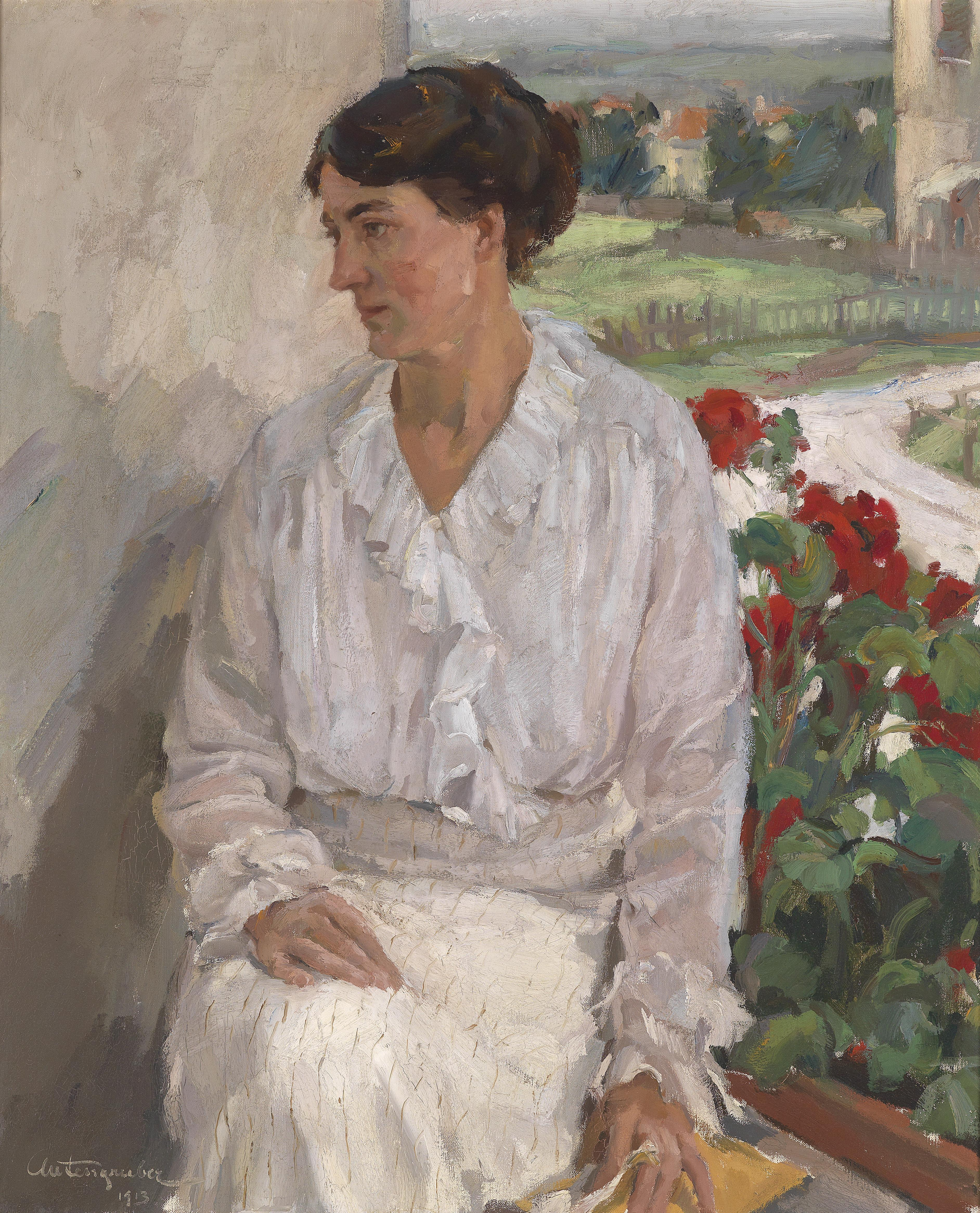
Jan Autengruber – na verandě (1913)
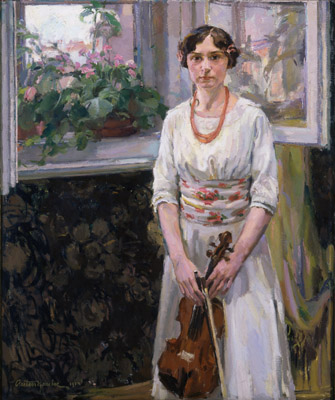
Jan Autengruber – houslistka (1913)
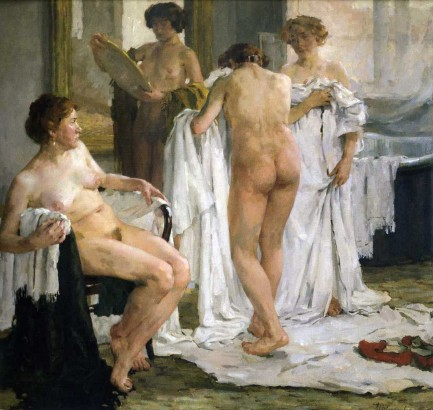
Jan Autengruber – lázeň (1911)
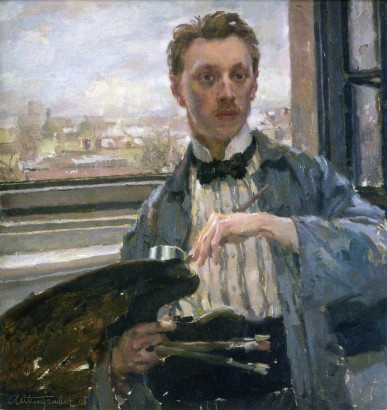
Jan Autengruber – vlastní podobizna (1913)
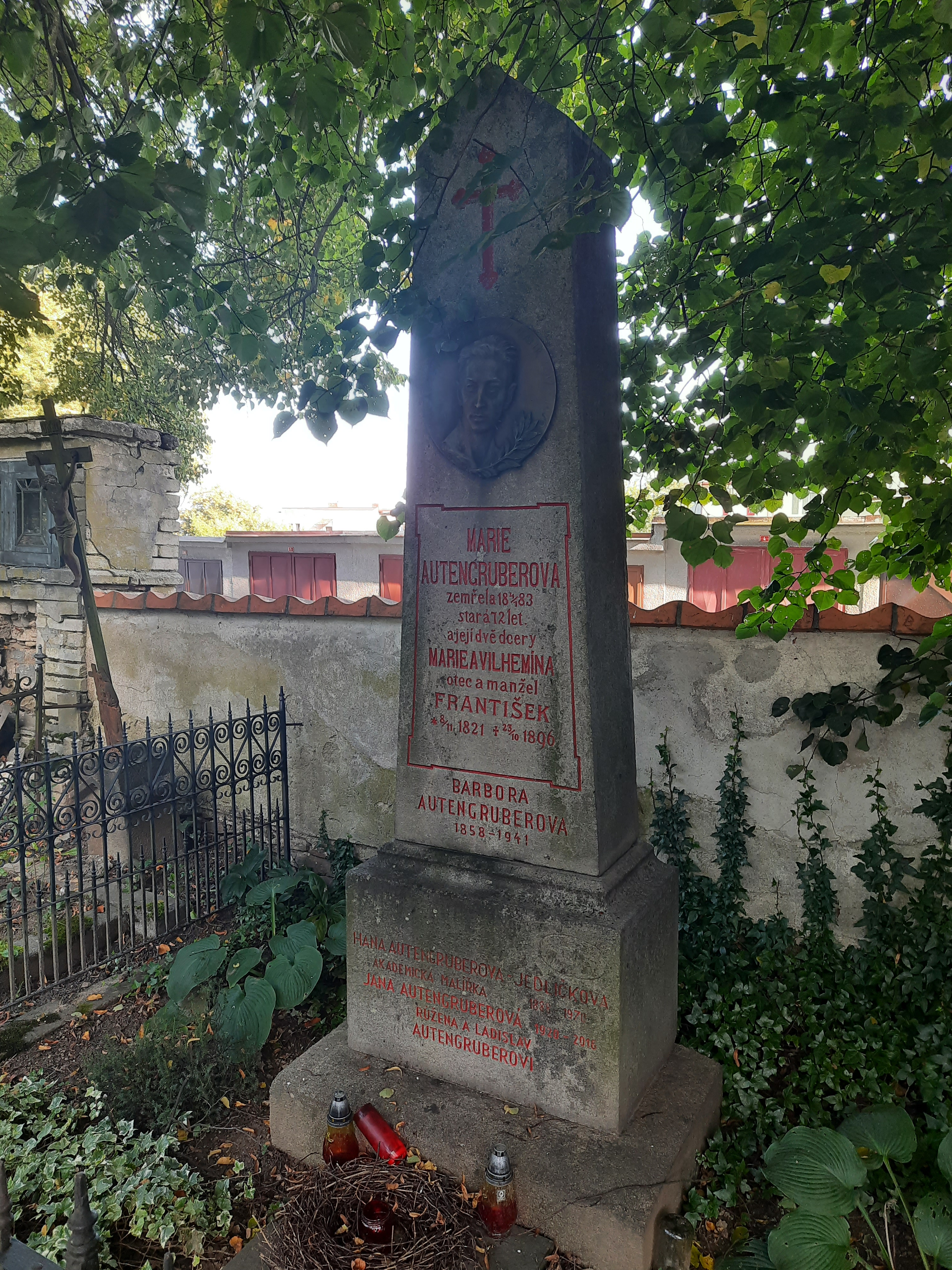
Hrobka rodiny Autengruberovy na hřbitově v Pacově